# Ceraspis ornata
Ceraspis ornata är en skalbaggsart som beskrevs av Frey 1962. Ceraspis ornata ingår i släktet Ceraspis och familjen Melolonthidae. Inga underarter finns listade i Catalogue of Life.